# Stuckenia
Stuckenia là một chi thực vật có hoa trong họ Potamogetonaceae.